# Grésivaudan
Ne doit pas être confondu avec Gévaudan.
Le Grésivaudan est une des vallées de l'Isère dans les Alpes françaises et correspondant à la partie sud du sillon alpin, constituant une région naturelle française. Au sens strict, elle s'étend de Pontcharra au nord à Grenoble au sud, dans un sens plus large, elle englobe également le Y grenoblois jusqu'à Rovon.

## Toponymie
« Grésivaudan », ou « Graisivaudan » selon l'étymologie traditionnelle romane, orthographe fréquente jusqu'au milieu du XXe siècle, provient essentiellement de l'adjectif latin Gratianopolitanus, fondé sur Gratianopolis (ville de Gratien), nom romain de la cité de Grenoble, mais appliquée à la moyenne vallée de l'Isère. Plus précisément, il apparaît comme l'évolution de l'expression gallo-romaine Gratianopolitanum valdanum dont le même adjectif au cas neutre fait référence à la « grande cité de Grenoble », alors que le mot ou substantif principal neutre valdanum devenu vaud(an) en roman, signale une grande vallée où arrivent de nombreux cours d'eau. À l'origine, le terme Grésivaudan sert probablement à dénommer un vaste pagus mérovingien en amont de l'ancienne cité antique.
D'un point de vue géographique et pratique précoce, il ne désigne que la partie de la plaine alluviale de l'Isère moyenne en amont de Grenoble et qui prolonge la combe de Savoie en amont,. Mais, depuis le XXe siècle, le terme Grésivaudan a été généralisé à toute la plaine alluviale de l'Isère comprise entre Tullins (en aval de Grenoble) et Pontcharra. On parlera alors de Bas-Grésivaudan entre Tullins et Grenoble. Par ailleurs, les 43 communes situées en amont de Grenoble jusqu'à Chapareillan sont regroupées dans la communauté de communes Le Grésivaudan et il existe un syndicat mixte Pays du Sud-Grésivaudan regroupant les 43 communes des cantons de Saint-Marcellin, Vinay et Pont-en-Royans.

## Géographie

### Situation et topographie

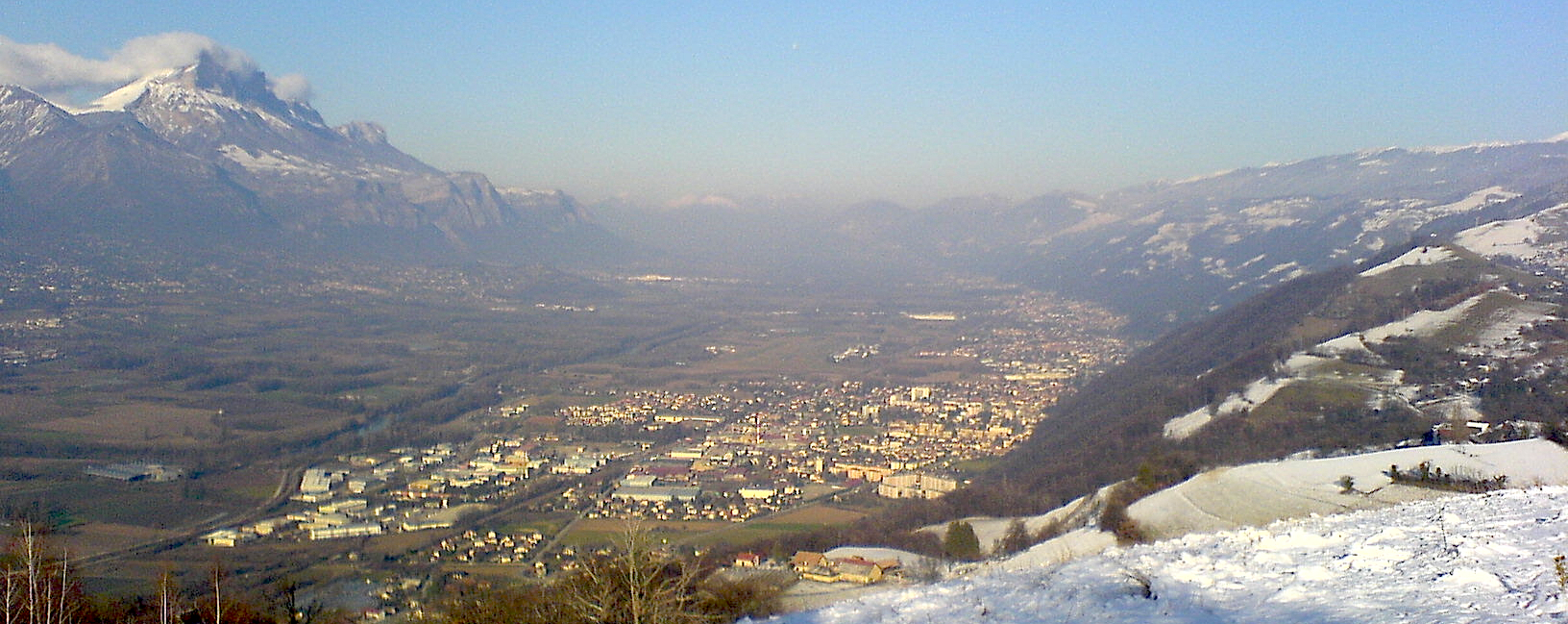
Vallée du Grésivaudan vue depuis Venon en direction du nord-est.

Le Grésivaudan marque la limite entre Préalpes, formées en majorité de massifs montagneux calcaires et marno-calcaires (Bauges, Chartreuse, Vercors), et Alpes externes constituées en majorité de roches granitiques et métamorphiques (Vanoise, Belledonne).
Le Grésivaudan fait partie du sillon alpin : l'ensemble des vallées et dépressions au centre des Alpes françaises orientées sud-sud-ouest - nord-nord-est. En général, on y inclut le cours inférieur du Drac, le Grésivaudan supérieur, la combe de Savoie (vallée de l'Arly et cours supérieur de l'Arve), et parfois la vallée de Chamonix. Géologiquement, on pourrait également y inclure le cours supérieur du Rhône en Suisse (canton du Valais). Le sillon alpin s'étend donc sur les départements de l'Isère, de la Savoie et de la Haute-Savoie.
Les villes importantes du Grésivaudan au sens large sont, du nord au sud : Albertville, Montmélian, Pontcharra, l'agglomération grenobloise et Moirans.

### Géologie
Le Grésivaudan est une ancienne vallée glaciaire. Son profil en auge (fond plat et parois escarpées) a été modelé par des phénomènes glaciaires et post-glaciaires.
Les étapes du creusement de la vallée lors de la dernière glaciation, celle du Würm ont été :
1. le glacier de l'Isère s'installe dans la vallée à la faveur d'un refroidissement climatique[3] ;
2. il s'épaissit et s'étend jusqu'au niveau de Tullins, plaqué contre le Vercors par le glacier du Rhône qui s'étale dans le nord de l'Isère et la plaine lyonnaise ;
3. pendant des milliers d'années, il érode par des phénomènes complexes les côtés et le fond de la vallée qui prend un profil en « U » ;
4. dans le même temps, les glaces, gênées dans leur écoulement par la cluse de Voreppe et le glacier du Rhône, s'amassent et surcreusent la vallée jusqu'à atteindre −800 mètres sous le niveau de la mer au niveau de Meylan. Au niveau de Grenoble, il y a alors jusqu'à 1 600 mètres d'épaisseur de glace ;
5. lors du dernier réchauffement climatique il y a 10 000 ans, le glacier de l'Isère se retire petit à petit en laissant une vaste dépression devant lui qui se remplit d'eau jusqu'à former un immense lac du même type que les grands lacs italiens (lac Majeur, lac de Côme, lac de Lugano, etc.) ;
6. la vallée de l'Isère est entièrement occupée par un lac, de Tullins jusqu'à Albertville, dont le niveau est légèrement inférieur à l'altitude de la vallée actuelle ;
7. les montagnes étant dénudées de glaciers et de végétations, les torrents érodent et charrient d'énormes quantités de matériaux qui viennent sédimenter dans le lac de l'Isère ;
8. une fois le lac comblé, la vallée acquiert son visage actuel : un fond plat qui correspond à l'ancienne surface basale du lac, bordé par des parois abruptes et des falaises.

Panoramique du Grésivaudan pris depuis le sommet de la station des Sept-Laux. À gauche l'agglomération grenobloise, au centre Le Touvet, à droite la Savoie.

## Histoire

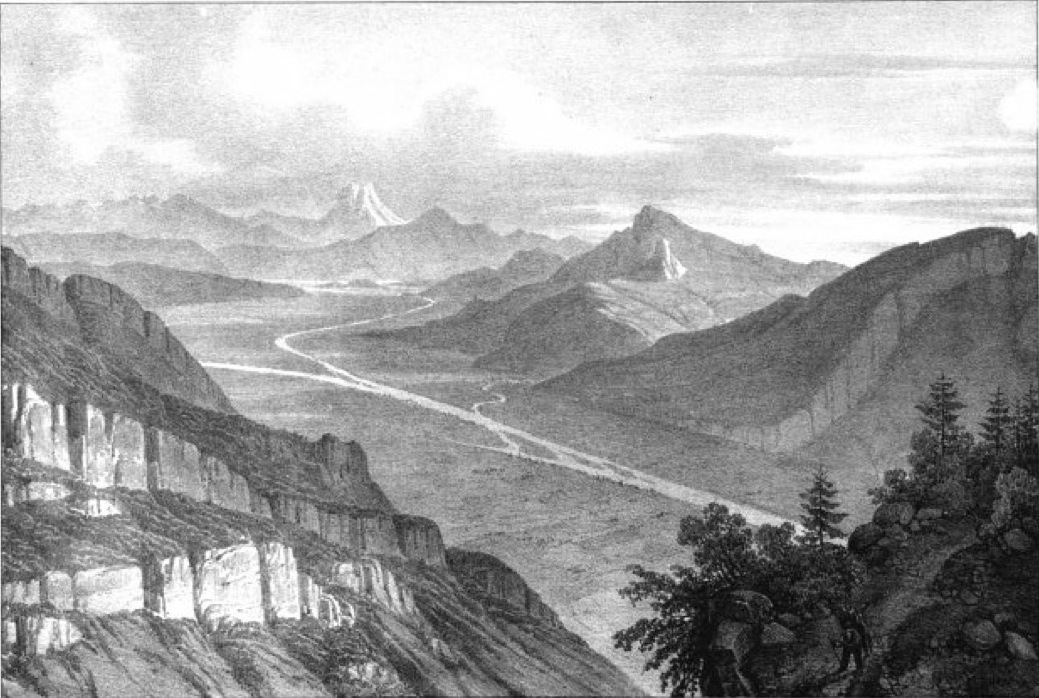
La vallée du Gresivaudan, vue depuis la chartreuse de Chalais, au XIXe siècle, avant la grande vague d'urbanisation. Illustration de Alexandre Debelle (1805-1897).

Le Grésivaudan est un ancien bailliage du Dauphiné. Situé entre la chaîne de Belledonne et le massif de la Chartreuse, le Grésivaudan offre un cadre grandiose : « à cause de ses terres riches et propices à la culture du blé, des arbres fruitiers et de la vigne », Louis XII, traversant le Grésivaudan en 1507 « enchanté par la diversité de ses plantements, par les tours en serpentant qu'y fait la rivière Isère », l'appela « le plus beau jardin de France ».
Le Grésivaudan a été le berceau de l'hydroélectricité (la houille blanche) : on trouve à Lancey (commune de Villard-Bonnot) les vestiges des premières hautes chutes construites par Aristide Bergès en 1869. L’hydraulique industrielle et l’énergie hydroélectrique ont été les moteurs essentiels de l'industrialisation précoce de la vallée (scieries, papeteries, aluminium, etc.).
Permettant de circuler au cœur des Alpes, le Grésivaudan est un important axe de communication. Aussi, la vallée connaît une circulation très dense : autoroutes A41, A43, A48 et A49, routes nationales et départementales, voies ferrées vers la Maurienne et l'Italie qui seront électrifiées au milieu des années 2010.

## Économie
L'agriculture était l'activité principale du secteur. Au XVIIIe siècle, les châtaigniers ont laissé la place aux noyers et la production des noix devint l'activité principale de beaucoup de communes de la vallée de l'Isère, du haut Grésivaudan et surtout du bas Grésivaudan (la région de Saint-Marcellin). Quelques producteurs locaux complétaient leurs revenus avec la production du miel, ou la polyculture.
La vallée abrite aujourd'hui des zones d'activités orientées innovation et haute technologie, Inovallée à Meylan et Montbonnot, pôle d'activité microélectronique à Crolles (STMicroelectronics) et Bernin (Soitec).

## Environnement
Du fait de sa position entre deux massifs montagneux, la vallée de l’Isère joue un rôle important de corridor biologique.
La vallée, longue de presque 50 km, sépare et réunit trois massifs montagneux (Chartreuse, Vercors et Belledonne) qui sont chacun caractérisés par une écopotentialité remarquable, et une qualité écologique relativement préservée (réservoir de biodiversité). Tout au long du parcours de l’Isère, les zones humides, ripisylves, berges et milieux alluviaux abritent encore également une biodiversité élevée, malgré l'anthropisation du reste de la vallée due à l'agriculture et à la périurbanisation de Grenoble et la fragmentation écologique induite par le réseau routier et autoroutier (A41 et A48). Le Conseil départemental de l'Isère a pour ces raisons mis en place dans le cadre de la Trame verte et bleue nationale (et dans le cadre du « Réseau écologique de l'Isère » ou REDI qui décline localement le réseau écologique paneuropéen) un projet dit « Couloirs de vie » (2008-2014), cofinancé avec ses partenaires pour améliorer la connectivité écologique des espaces et milieux naturels de la vallée et périphériques (24 aménagements avaient été réalisés entre les années 1990 et 2012), sur la base de données scientifiques s'appuyant sur un inventaire écologique, des pièges photographiques permettant d'étudier la circulation de la faune, y compris dans l'environnement nocturne, étude des collision faune-véhicules, etc. Ce programme inclut l'amélioration et la construction éventuelle de nouveaux passages à faune (écoducs), y compris pour la petite faune, pour par exemple sauver les dernières populations de rainettes. Un nouveau système de détection de la faune a été mis en place en 2012 dans ce cadre entre Saint-Nazaire-les-Eymes et Bernin et 6 autres ensuite et des opérations de sensibilisation à la protection de l'environnement nocturne et à la lutte contre la pollution lumineuse accompagne le projet.

## Climat
Le Grésivaudan est sujet à un climat modérément continental. Les étés sont chauds et assez secs, les hivers froids et parfois neigeux, et les précipitations annuelles sont plus faibles que dans la cluse de Voreppe, en raison du blocage des précipitations provoqué par le massif de la Chartreuse, à l'ouest. En raison d'une continentalité plus marquée offerte par la présence du massif de la Chartreuse, qui bloque partiellement l'influence maritime, le Grésivaudan est également touché plus tardivement par l'arrivée du froid, mais les redoux peuvent arriver largement plus tard aussi, alors qu'il peut faire déjà très doux dans la cluse de Voreppe[réf. nécessaire]. 
| Mois                              | jan. | fév. | mars | avril | mai  | juin | jui. | août | sep. | oct. | nov. | déc. | année |
| --------------------------------- | ---- | ---- | ---- | ----- | ---- | ---- | ---- | ---- | ---- | ---- | ---- | ---- | ----- |
| Température minimale moyenne (°C) | −2,4 | −1,2 | 2,2  | 5,4   | 9    | 12,3 | 14   | 13,5 | 11,3 | 6,9  | 2,7  | −1   | 6,1   |
| Température moyenne (°C)          | 1,6  | 3,4  | 7,8  | 10,9  | 14,7 | 18,1 | 20,3 | 19,6 | 16,8 | 11,7 | 6,6  | 2,4  | 11,2  |
| Température maximale moyenne (°C) | 5,6  | 8,1  | 13,4 | 16,5  | 20,5 | 24   | 26,7 | 25,8 | 22,4 | 16,6 | 10,6 | 5,9  | 16,3  |
| Précipitations (mm)               | 59   | 66   | 72   | 66    | 78   | 75   | 53   | 72   | 78   | 78   | 85   | 67   | 849   |